# 斯克氏沙百灵
斯克氏沙百灵（学名：Spizocorys sclateri），是百灵科沙百灵属的一种，分布于纳米比亚和南非。全球活动范围约为316,000平方千米。该物种的保护状况被评为近危。
斯克氏沙百灵的平均体重约为19.0克。栖息地包括亚热带或热带的（低地）干草原和亚热带或热带的（低地）干燥疏灌丛。